# Dyskografia U2
Dyskografia irlandzkiego rockowego zespołu U2, sporządzona na podstawie oficjalnych wydawnictw.

## Albumy

### Albumy studyjne
| Album                                                                         | Wydany               | Notowania | Status                                       |
| ----------------------------------------------------------------------------- | -------------------- | --- | -------------------------------------------- |
| Boy                                                                           | 20 października 1980 | #52 Wielka Brytania #63 Stany Zjednoczone #30 Holandia | RIAA: Platyna BPI: Złoto                     |
| October                                                                       | 16 października 1981 | #11 Wielka Brytania #104 Stany Zjednoczone #23 Holandia | RIAA: Platyna BPI: Platyna                   |
| War                                                                           | 28 lutego 1983       | #1 Wielka Brytania #12 Stany Zjednoczone #2 Szwecja #3 Holandia | RIAA: 4x Platyna BPI: 2x Platyna             |
| The Unforgettable Fire                                                        | 1 października 1984  | #1 Wielka Brytania #12 Stany Zjednoczone #6 Szwecja #4 Holandia | RIAA: 3x Platyna BPI: 2x Platyna             |
| The Joshua Tree                                                               | 9 marca 1987         | #1 Wielka Brytania #1 Stany Zjednoczone #1 Szwecja #1 Holandia | RIAA: 10x Platyna (Diament) BPI: 6x Platyna  |
| Rattle and Hum                                                                | 10 października 1988 | #1 Wielka Brytania #1 Stany Zjednoczone #2 Szwecja #1 Holandia | RIAA: 5x Platyna BPI: 4x Platyna             |
| Achtung Baby                                                                  | 19 listopada 1991    | #2 Wielka Brytania #1 Stany Zjednoczone #3 Szwecja #1 Holandia | RIAA: 10x Platyna (Diament) BPI: 4x Platyna  |
| Zooropa                                                                       | 6 lipca 1993         | #1 Wielka Brytania #1 Stany Zjednoczone #1 Szwecja #1 Holandia | RIAA: 2x Platyna BPI: Platyna                |
| Original Soundtracks 1 (dodatkowy projekt z Briane’em Eno, jako „Passengers”) | 6 listopada 1995     | #12 Wielka Brytania #76 Stany Zjednoczone |                                              |
| Pop                                                                           | 3 marca 1997         | #1 Wielka Brytania #1 Stany Zjednoczone #1 Szwecja #1 Francja #1 Holandia | RIAA: Platyna BPI: Platyna ZPAV: Złoto       |
| All That You Can’t Leave Behind                                               | 30 października 2000 | #1 Wielka Brytania #3 Stany Zjednoczone #1 Irlandia #1 Szwecja #1 Francja #1 Holandia | RIAA: 4x Platyna BPI: 2x Platyna ZPAV: Złoto |
| How to Dismantle an Atomic Bomb                                               | 19 listopada 2004    | #1 Wielka Brytania #1 Stany Zjednoczone #1 Irlandia #1 Francja #1 Szwecja #1 Australia #1 Holandia #1 Polska                                                                                            | RIAA: 3x Platyna BPI: 4x Platyna ZPAV: Złoto |
| No Line on the Horizon                                                        | 2 marca 2009         | #1 Wielka Brytania #1 Stany Zjednoczone #1 Irlandia #1 Austria #1 Australia #1 Holandia #1 Dania #1 Finalndia #1 Francja #1 Niemcy #1 Norwegia #1 Nowa Zelandia #1 Polska #1 Wielka Brytania #2 Szwecja | RIAA: Platyna BPI: Platyna Świat: 5,000,000  |
| Songs of Innocence                                                            | 13 października 2014 | #1 Chorwacja #1 Czechy #1 Francja #1 Holandia #1 Włochy #1 Polska #1 Hiszpania | ZPAV: 2x Platyna                             |
| Songs of Experience                                                           | 1 grudnia 2017       | - Chorwacja - Czechy - Francja - Holandia - Włochy - Polska - Hiszpania | ZPAV: Złoto                                  |
| Songs of Surrender                                                            | 2023                 | - Chorwacja - Czechy - Francja - Holandia - Włochy - Polska - Hiszpania |                                              |

### Albumy koncertowe
- Under a Blood Red Sky
(1983) – #2 Wielka Brytania; #28 Stany Zjednoczone – 8 milionów sprzedanych egzemplarzy
- Rattle and Hum
podwójny album z 6 piosenkami live i 9 utworami studyjnymi
(1988) – #1 Wielka Brytania; #1 Stany Zjednoczone – 14 milionów sprzedanych egzemplarzy
- Hasta la Vista Baby!
ekskluzywne wydanie członków fan clubu
(2000)
- Live from Boston 1981
wydany tylko cyfrowo, część The Complete U2
(2004)
- Live from the Point Depot
wydany tylko cyfrowo, część The Complete U2
(2004)
- U2.Communication
ekskluzywne wydanie członków fan clubu
(2005)
- Zoo TV Live
ekskluzywne wydanie członków fan clubu
(2006)
- Go Home: Live from Slane Castle
ekskluzywne wydanie członków fan clubu
(2008)

### Soundtracki
- The Million Dollar Hotel: Music from the Motion Picture
(2000)

### Kompilacje
- Melon: Remixes for Propaganda
ekskluzywne wydanie członków fan clubu
(1995)
- The Best of 1980–1990
(1998) – #1 Wielka Brytania; #2 Stany Zjednoczone – 16.5 milionów sprzedanych egzemplarzy; platynowa płyta w Polsce[8]
- The Best of 1990–2000
(2002) – #2 Wielka Brytania; #3 Stany Zjednoczone – 6.5 milionów sprzedanych egzemplarzy; złota płyta w Polsce[9]
- Unreleased & Rare
wydany tylko cyfrowo, część The Complete U2
(2004)
- U218 Singles
(2006) – #4 Wielka Brytania; #12 Stany Zjednoczone; 2x platynowa płyta w Polsce[10]

### Box Sety
- The Complete U2
wydany tylko cyfrowo
(2004)
- U2 1977-1984
box reedycyjny albumów Boy, October i War wraz z plakatem, dostępny tylko dla klientów Amazon.com
(2008)

## EP-ki i single

### EP-ki
- Three
(1979)
- Wide Awake in America
(1985) – #1 UK; #37 US
- Please: PopHeart Live EP
(1997) – #7 UK
- 7
(2001)
- Exclusive
wydany tylko cyfrowo
(2003)
- Early Demos
wydany tylko cyfrowo, część The Complete U2
(2004)
- Live from Under the Brooklyn Bridge
wydany tylko cyfrowo
(2004)

### Single
| Rok  | Tytuł                                                          | Album                                                                          | Stany Zjednoczone | Wielka Brytania | Irlandia | Kanada | Szwecja | Holandia | Australia |
| ---- | -------------------------------------------------------------- | ------------------------------------------------------------------------------ | ----------------- | --------------- | -------- | ------ | ------- | -------- | --------- |
| 1980 | „Another Day”                                                  | (nie pochodził z żadnej z płyt)                                                | –                 | –               | –        | –      | –       | –        | –         |
| 1980 | „11 O’Clock Tick Tock”                                         | (nie pochodził z żadnej z płyt)                                                | –                 | –               | –        | –      | –       | –        | –         |
| 1980 | „A Day Without Me”                                             | Boy                                                                            | –                 | –               | –        | –      | –       | –        | –         |
| 1980 | „I Will Follow”                                                | Boy                                                                            | –                 | –               | –        | –      | –       | –        | –         |
| 1981 | „Fire”                                                         | October                                                                        | –                 | 35              | 4        | –      | –       | –        | –         |
| 1981 | „Gloria”                                                       | October                                                                        | –                 | 55              | 10       | –      | –       | –        | –         |
| 1982 | „A Celebration”                                                | (nie pochodził z żadnej z płyt)                                                | –                 | 47              | 15       | –      | –       | –        | –         |
| 1982 | „I Will Follow” (na żywo z Hattem)                             | (nie pochodził z żadnej z płyt)                                                | –                 | –               | –        | –      | –       | 12       | –         |
| 1983 | „New Year’s Day”                                               | War                                                                            | 53                | 10              | 2        | –      | 17      | 11       | 28        |
| 1983 | „Two Hearts Beat as One”                                       | War                                                                            | 101               | 18              | 2        | –      | –       | –        | 34        |
| 1983 | „Sunday Bloody Sunday”                                         | War                                                                            | –                 | –               | –        | –      | –       | 3        | –         |
| 1983 | „„40””                                                         | War                                                                            | –                 | –               | –        | –      | –       | –        | –         |
| 1984 | „I Will Follow” (na żywo z zachodnich Niemiec)                 | Under a Blood Red Sky                                                          | 81                | –               | –        | –      | –       | –        | –         |
| 1984 | „Pride (In the Name of Love)”                                  | The Unforgettable Fire                                                         | 33                | 3               | 2        | 33     | 12      | 8        | 2         |
| 1985 | „The Unforgettable Fire”                                       | The Unforgettable Fire                                                         | –                 | 6               | 1        | –      | –       | 8        | –         |
| 1987 | „With or Without You”                                          | The Joshua Tree                                                                | 1                 | 4               | 1        | 1      | 13      | 2        | 8         |
| 1987 | „I Still Haven't Found What I'm Looking For”                   | The Joshua Tree                                                                | 1                 | 6               | 1        | 11     | 11      | 6        | 23        |
| 1987 | „Where the Streets Have No Name”                               | The Joshua Tree                                                                | 13                | 4               | 1        | 14     | –       | 10       | 27        |
| 1987 | „In God’s Country”                                             | The Joshua Tree                                                                | 44                | 48              | –        | 28     | –       | –        | –         |
| 1988 | „One Tree Hill”                                                | The Joshua Tree                                                                | –                 | –               | –        | –      | –       | –        | –         |
| 1988 | „Desire”                                                       | Rattle and Hum                                                                 | 3                 | 1               | 1        | 3      | 5       | 2        | 1         |
| 1988 | „Angel of Harlem”                                              | Rattle and Hum                                                                 | 14                | 9               | 3        | 15     | –       | 18       | 16        |
| 1989 | „When Love Comes to Town” (z B.B. Kingiem)                     | Rattle and Hum                                                                 | 68                | 6               | 1        | –      | 20      | 9        | 26        |
| 1989 | „All I Want Is You”                                            | Rattle and Hum                                                                 | 83                | 4               | 3        | –      | –       | 12       | 2         |
| 1991 | „The Fly”                                                      | Achtung Baby                                                                   | 61                | 1               | 3        | 3      | 2       | 4        | 1         |
| 1991 | „Mysterious Ways”                                              | Achtung Baby                                                                   | 9                 | 13              | 1        | 4      | 17      | 8        | 3         |
| 1992 | „One”                                                          | Achtung Baby                                                                   | 10                | 7               | 1        | 3      | –       | 11       | 4         |
| 1992 | „Even Better Than the Real Thing”                              | Achtung Baby                                                                   | 32                | 12              | 3        | –      | 10      | 8        | 11        |
| 1992 | „Even Better Than the Real Thing” (Perfecto Mix)               | Achtung Baby                                                                   | –                 | 8               | 10       | –      | –       | –        | –         |
| 1992 | „Who's Gonna Ride Your Wild Horses”                            | Achtung Baby                                                                   | 35                | 14              | 4        | –      | 19      | 13       | 9         |
| 1993 | „Numb” (wideo)                                                 | Zooropa                                                                        | –                 | –               | –        | –      | –       | –        | 7         |
| 1993 | „Lemon”                                                        | Zooropa                                                                        | –                 | –               | –        | –      | –       | –        | 6         |
| 1993 | „Stay (Faraway, So Close!)”                                    | Zooropa                                                                        | 61                | 4               | 1        | 5      | 13      | 10       | 5         |
| 1995 | „Hold Me, Thrill Me, Kiss Me, Kill Me”                         | Batman Forever: Soundtrack                                                     | 16                | 2               | 1        | 11     | 2       | 9        | 1         |
| 1995 | „Miss Sarajevo”                                                | Original Soundtracks 1                                                         | –                 | 6               | –        | –      | –       | 5        | 7         |
| 1997 | „Discothèque”                                                  | Pop                                                                            | 10                | 1               | 1        | 1      | 2       | 9        | 3         |
| 1997 | „Staring at the Sun”                                           | Pop                                                                            | 26                | 3               | 4        | 2      | 26      | 22       | 23        |
| 1997 | „Last Night on Earth”                                          | Pop                                                                            | 57                | 10              | 11       | 4      | 43      | 17       | 32        |
| 1997 | „Please”                                                       | Pop                                                                            | 103               | 7               | 6        | 10     | 33      | 11       | 21        |
| 1997 | „If God Will Send His Angels”                                  | Pop                                                                            | –                 | 12              | 11       | 26     | 56      | 30       | –         |
| 1997 | „Mofo”                                                         | Pop                                                                            | –                 | –               | –        | –      | –       | –        | 35        |
| 1998 | „The Sweetest Thing”                                           | The Best of 1980–1990                                                          | 63                | 3               | 1        | 1      | 6       | 9        | 6         |
| 2000 | „Beautiful Day”                                                | All That You Can’t Leave Behind                                                | 21                | 1               | 1        | 1      | 7       | 1        | 1         |
| 2001 | „Stuck in a Moment You Can't Get Out Of”                       | All That You Can’t Leave Behind                                                | 52                | 2               | 1        | 1      | 23      | 7        | 3         |
| 2001 | „Elevation”                                                    | All That You Can’t Leave Behind/Lara Croft: Tomb Raider: Soundtrack            | 116               | 3               | 1        | 1      | 33      | 1        | 6         |
| 2001 | „Walk On”                                                      | All That You Can’t Leave Behind                                                | 118               | 5               | 7        | 1      | 55      | 10       | 9         |
| 2002 | „Electrical Storm”                                             | The Best of 1990–2000                                                          | 77                | 5               | 2        | 1      | 13      | 4        | 5         |
| 2003 | „The Hands That Built America”                                 | The Best of 1990–2000/Gangs of New York: Music from the Miramax Motion Picture | –                 | –               | –        | –      | –       | –        | –         |
| 2004 | „Vertigo”                                                      | How to Dismantle an Atomic Bomb                                                | 31                | 1               | 1        | 2      | 2       | 2        | 5         |
| 2005 | „Sometimes You Can't Make It on Your Own”                      | How to Dismantle an Atomic Bomb                                                | 97                | 1               | 3        | 1      | 24      | 4        | 19        |
| 2005 | „City of Blinding Lights”                                      | How to Dismantle an Atomic Bomb                                                | –                 | 2               | 8        | 2      | 8       | 3        | 31        |
| 2005 | „Sgt. Pepper’s Lonely Hearts Club Band” (z Paulem McCartneyem) | (wydany cyfrowo)                                                               | 48                | –               | –        | –      | –       | –        | –         |
| 2005 | „All Because of You”                                           | How to Dismantle an Atomic Bomb                                                | –                 | 4               | 4        | –      | 37      | 6        | 23        |
| 2006 | „Original of the Species”                                      | How to Dismantle an Atomic Bomb                                                | –                 | –               | –        | –      | –       | 15       | –         |
| 2006 | „One” (z Mary Jane Blige)                                      | The Breakthrough                                                               | 86                | 2               | –        | –      | 27      | 2        | –         |
| 2006 | „The Saints Are Coming” (z Green Day)                          | 18 Singles                                                                     | 51                | 2               | 1        | 1      | 4       | 1        | 1         |
| 2007 | „Window in the Skies”                                          | 18 Singles                                                                     | –                 | 4               | 5        | 1      | 38      | 1        | 9         |
| 2009 | „Get on Your Boots”                                            | No Line on the Horizon                                                         | 37                | 12              | 1        | 3      | 8       | 16       | 26        |
| 2009 | „Magnificent”                                                  | No Line on the Horizon                                                         | 79                | 42              | 5        | 68     | 16      | 6        | –         |
| 2009 | „I'll Go Crazy If I Don't Go Crazy Tonight”                    | No Line on the Horizon                                                         | –                 | 32              | 7        | 72     | 47      | 14       | –         |

## Wideografia

### Podkłady filmowe
- Rattle and Hum
film dotyczący trasy koncertowej Joshua Tree Tour
(1988)
- U2 3D
film 3D zawierający ujęcia zapisu trasy koncertowej Vertigo Tour
(2007)

### Wydawnictwa wideo
- Under a Blood Red Sky: Live at Red Rocks
koncert live
(1983)
- The Unforgettable Fire Collection
widea promocyjne i dokumentalne
(1985)
- Achtung Baby
widea promocyjne, klipy i nagrania dokumentalne
(1992)
- Zoo TV: Live from Sydney
koncert live
(1994)
- Popmart: Live from Mexico City
koncert live
(1998)
- The Best of 1980–1990
widea muzyczne
(1999)
- Elevation: Live from Boston
koncert live
(2001)
- The Best of 1990–2000
widea muzyczne
(2002)
- U2 Go Home: Live from Slane Castle
koncert live
(2003)
- Vertigo: Live from Chicago
koncert live
(2005) – złota płyta DVD w Polsce[11]
- Vertigo: Live from Milan
koncert live, część U218 Singles edycja deluxe
(2006)
- U218 Videos
zestaw teledysków
(2006)
- U2 360° at the Rose Bowl
koncert live
(2010) – platynowa płyta DVD w Polsce[12]

### Wideoklipy
- „I Will Follow” (1980)
- „Gloria” (1981)
- „A Celebration” (1982)
- „New Year’s Day” (1983)
- „Two Hearts Beat as One” (1983)
- „Sunday Bloody Sunday” (z Live at Red Rocks: Under a Blood Red Sky) (1983)
- „Pride (In the Name of Love)” (1984) (3 widea)
- „The Unforgettable Fire” (1984)
- „A Sort of Homecoming” (Live) (1984)
- „Bad” (Live) (1985)
- „With or Without You” (1987) (2 widea)
- „I Still Haven't Found What I'm Looking For” (1987)
- „Where the Streets Have No Name” (1987)
- „Spanish Eyes” (1987)
- „In God’s Country” (1987)
- „One Tree Hill” (1987) (2 widea)
- „Christmas (Baby Please Come Home)” (1987)
- „Desire” (1988) (2 widea)
- „Angel of Harlem” (1988)
- „When Love Comes to Town” (1989)
- „All I Want Is You” (1989)
- „Night and Day” (1990)
- „The Fly” (1991)
- „Mysterious Ways” (1991)
- „One” (3 widea)
- „Even Better Than the Real Thing” (1992) (3 widea, włączając jedno „remix wideo”)
- „Until the End of the World” (1992)
- „Who's Gonna Ride Your Wild Horses” (1992)
- „Love Is Blindness” (1993)
- „Numb” (1993) (2 widea, włączając jedno „remix wideo”)
- „Lemon” (1993)
- „Stay (Faraway, So Close!)” (1993)
- „I've Got You Under My Skin” (z Frankiem Sinatrą) (1993)
- „Miss Sarajevo” (1995)
- „Hold Me, Thrill Me, Kiss Me, Kill Me” (1995)
- „Discothèque” (1997)
- „Staring at the Sun” (1997) (2 widea)
- „Last Night on Earth” (1997)
- „Please” (1997)
- „If God Will Send His Angels” (1997)
- „Mofo” (1997)
- „The Sweetest Thing” (1998)
- „The Ground Beneath Her Feet” (2000)
- „Beautiful Day” (2000) (2 widea)
- „Stuck in a Moment You Can't Get Out Of” (2001) (2 widea)
- „Walk On” (2001) (2 widea)
- „Elevation” (2001)
- „Electrical Storm” (2002)
- „The Hands That Built America” (2003) (2 widea)
- „Vertigo” (2004) (3 widea)
- „All Because of You” (2004)
- „Sometimes You Can't Make It on Your Own” (2005) (2 widea)
- „City of Blinding Lights” (2005)
- „Original of the Species” (2005) (2 widea)
- „One” (z Mary J. Blige) (2006)
- „The Saints Are Coming” (z Green Day) (2006) (2 widea)
- „Window in the Skies” (2006) (3 widea)
- „I Believe in Father Christmas” (2008)
- „Get on Your Boots” (2009) (2 widea)
- „Magnificent” (2009)
- „I'll Go Crazy If I Don't Go Crazy Tonight” (2009)

## Sprzedaż międzynarodowa
| Album                           | Sprzedanych kopii (w milionach) |
| ------------------------------- | ------------------------------- |
| The Joshua Tree                 | 26                              |
| Achtung Baby                    | 20                              |
| The Best of 1980–1990           | 15                              |
| Rattle and Hum                  | 13                              |
| All That You Can’t Leave Behind | 12                              |
| How to Dismantle an Atomic Bomb | 12                              |
| Pop                             | 9                               |
| Under a Blood Red Sky           | 8                               |
| The Unforgettable Fire          | 8                               |
| Zooropa                         | 8                               |
| War                             | 8                               |
| The Best of 1990–2000           | 7                               |
| October                         | 3                               |
| Boy                             | 3                               |
| Wide Awake in America (EP)      | 2                               |
| W sumie:                        | 154                             |

Dane pochodzą z 2007 roku.